# Zoey Burger
Zoey Burger (* 13. September 1999 in Miami, Florida) ist eine US-amerikanische Schauspielerin. Bekannt wurde sie durch ihre Rolle der Gigi Rueda in der Serie Emma, einfach magisch!.

## Karriere
Burger war eine Wettkampfsschwimmerin für fünf Jahre, bevor sie sich dazu entschied, eine schauspielerische Karriere zu beginnen. Sie machte einen Abschluss in einer High School für darstellende Künste. Seit 2012 hatte sie mehrere Film- und Serienrollen, darunter die der Gigi Rueda in Emma, einfach magisch!.

## Filmografie
- 2012: Wordplay (Kurzfilm)
- 2014: Every Witch Way: Spellbound (Fernsehfilm)
- 2014–2015: Emma, einfach magisch! (Every Witch Way, Fernsehserie, 71 Folgen)
- 2015: Talia in the Kitchen (Fernsehserie, eine Folge)